# Hein Verbruggen
Hein Verbruggen (Helmond, 21 giugno 1941 – Lovanio, 14 giugno 2017) è stato un dirigente sportivo olandese, presidente di SportAccord .

## Biografia
Hein Verbruggen è uno dei massimi dirigenti sportivi olandesi, membro onorario del CIO dal 2008  (era stato membro regolare dal 1996 al 2005), è stato per 14 anni (dal 1991 al 2005), presidente dell'UCI.
Tra il 2001 e il 2014 ha presieduto l'Olympic Broadcasting Services, struttura radiotelevisiva ufficiale dei giochi olimpici.
Ha infine ricoperto la carica di presidente di SportAccord dal 2007 fino alla morte avvenuta nel 2017 all'età di 75 anni a seguito di una leucemia.